# Jeremy Bentham
Jeremy Bentham (London, 1748. február 26. – London, 1832. június 6.) angol jogtudós, filozófus, társadalmi reformer, a modern utilitarizmus atyja, az állatjogok és a liberalizmus szószólója.

## Élete

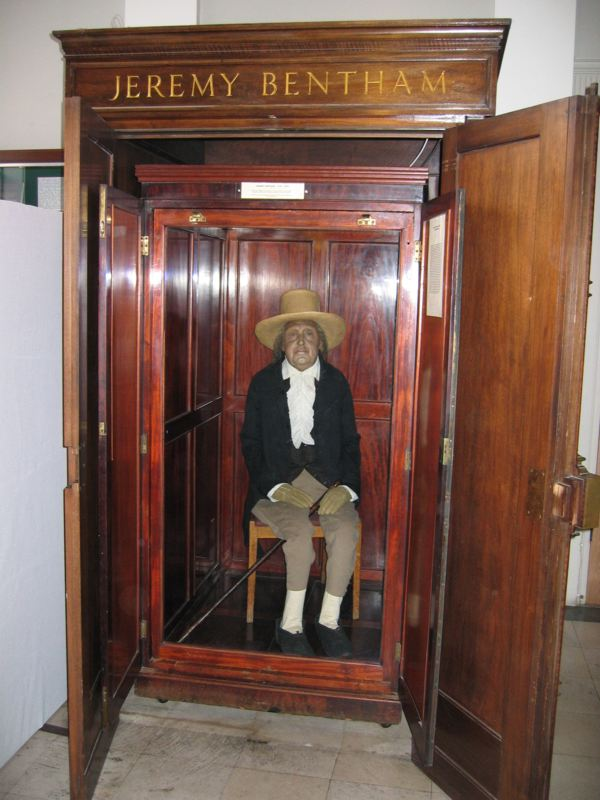
Jeremy Bentham bebalzsamozott teste a University College Londonban kiállitva

Houndsditchban, Tory párti gazdag családban született. Csodagyerek volt, már kicsikorában apja íróasztalánál Anglia többkötetes történelmét olvasta. A latin nyelv tanulását már hároméves korában elkezdte.
A Westminster Schoolban tanult, majd 1760-ban apja az oxfordi The Queen's College-ba küldte, ahol a Bachelor fokozatot 1763-ban, a Mastert pedig 1766-ban szerezte meg. Ügyvédi képesítést kapott (amelyet sohasem gyakorolt), s törvényszéki hivatalnok lett, 1769-ben. Mélyen frusztrálta az angol törvénykönyv, amelyet a fondorkodás démona névvel illetett.
Sok jogi és társadalmi reformjavaslata között volt egy börtönépítési terv, amit Panopticonnak nevezett. Jóllehet ez az ő életében ténylegesen nem valósult meg, de az ötlet jelentősen foglalkoztatta a gondolkodók következő generációit. A 20. századi francia filozófus, Michel Foucault a Panopticont állította paradigmaként az előző század összes büntetési intézményeivel szemben.
Bentham sok befolyásos személlyel állt levelezésben, például Adam Smithszel, aki törvényes határt akart szabni az adóknak és a kamatoknak, mielőtt ő az ellenkezőjéről meggyőzte volna. Levelezett Mirabeau-val és a francia forradalom más vezetőivel, akik tiszteletbeli francia állampolgárságot adtak neki, bár Bentham éles kritikusa volt a személyiségi jogok és az erőszak forradalmi elveinek, amelyek a jakobinusok 1792-es hatalomátvétele után kerültek előtérbe. Mirabeau munkatársainak egyike, a svájci Pierre Étienne Louis Dumont több mint húsz évig dolgozott Benthammel. Genfi városi tanácsosként be is iktatta Bentham elveit az új büntető törvénykönyvébe.
1823-ban John Stuart Mill-lel megalapította a Westminster Review-t, a  radikális mozgalom folyóiratát; ezen publikáció révén, ifjú követői egy csoportjával együtt jelentős befolyást gyakorolt az angol közéletre. Ugyanabban az évben megalapította a Birbeck folyóiratot, dr. George Birkbeckkel, báró John Cam Hobhouse-zal és a liberális Henry Brougham képviselővel karöltve.
Bentham gyakran tárgyalt a University of London alapítvánnyal a University College London megalapításáról, bár annak megnyitásakor, 1826-ban már 78 éves volt, így nem vett részt aktívan annak létrehozásában. Valószínű azonban, hogy az ő ihletése nélkül az UCL akkor még nem lett volna megalapítva. Bentham határozottan úgy gondolta, hogy az oktatásnak a lehető legszélesebb körben kell a hallgatók rendelkezésére állnia, és különösen azoknak is, akik nem tartoznak a felsőbb társadalmi osztályokhoz vagy az egyházhoz. Ezeket a kritériumok elengedhetetlenül szükségesek az Oxfordi Egyetem és a Cambridge-i Egyetem hallgatói számára. Mivel az UCL volt az első angol egyetem, amely mindenkit felvett, tekintet nélkül fajra és a politikai vagy vallási meggyőződésre, ez nagyon összhangban állt Bentham elképzeléseivel, aki támogatta egyik hallgatójának,  John Austinnak kinevezését, a jogtudomány első professzorává, 1829-ben.
1832-ben bekövetkezett halálakor nem hagyott hátra egyebet, mint erkölcsi és politikai doktrináinak gyűjteményèt, meg a UCL-t, Oxford és Cambridge vallásos egyetemeivel szemben szigorúan világi alapokon, amelyeket ellenlábasai rögtön Isten nélküli világnak neveztek el.

## Nézetei
A hasznosságot és az érdeket az élet és az életvitel alapelvévé tevő etikai irányzat megalapítója (utilitarizmus). Számára valamely jogi politikai intézmény hasznossága attól függ, hogy az a bizonyos intézmény mennyiben mozdítja elő a legtöbb ember lehető legnagyobb fokú boldogságát. Az utilitarizmust gondolatot átfogó erkölcsfilozófiába és ontológiába ágyazta be. Hangsúlyozta hogy a hasznosságelv a gyakorlati életben ténylegesen alkalmazható, megadható a kalkulus, melynek segítségével bármely két tettről eldönthető, hogy melyik hasznosabb. Szerinte a fájdalmak és örömök összemérhetőek, a különböző fajtájú és összetettségű fájdalmak és örömök között nincsen minőségi különbség. Elveit jogi művei is tükrözik, amelyek mély hatást gyakoroltak a liberális ideológiára, a jogra és a jogtudományra.

## Magyarul megjelent művei
- Polgári s büntető törvényhozási értekezések, 1–2.; kiad. Dumont István, ford. Récsi Emil; Tilsch, Kolozsvár, 1842–1844 (Bentham Jeremias munkái)
- Ál-okoskodási-módok törvényhozási kérdésekben; ford. Gindery János; Beimel Ny., Pest, 1842
- Bevezetés az erkölcsök és a törvényhozás alapelveibe; ford. Fehér Ferenc; in: Brit moralisták a XVIII. században; vál., jegyz. Márkus György, utószó Ludassy Mária; Gondolat, Bp., 1977 (Etikai gondolkodók)